# Municipio de Sauk Prairie
El municipio de Sauk Prairie (en inglés: Sauk Prairie Township) es un municipio ubicado en el condado de Ward en el estado estadounidense de Dakota del Norte. En el año 2010 tenía una población de 23 habitantes y una densidad poblacional de 0,25 personas por km².

## Geografía
El municipio de Sauk Prairie se encuentra ubicado en las coordenadas 48°40′12″N 101°53′53″O / 48.67000, -101.89806. Según la Oficina del Censo de los Estados Unidos, el municipio tiene una superficie total de 92.91 km², de la cual 92,75 km² corresponden a tierra firme y (0,17 %) 0,16 km² es agua.

## Demografía
Según el censo de 2010, había 23 personas residiendo en el municipio de Sauk Prairie. La densidad de población era de 0,25 hab./km². De los 23 habitantes, el municipio de Sauk Prairie estaba compuesto por el 100 % blancos. Del total de la población el 0 % eran hispanos o latinos de cualquier raza.